# Пономаренко Віктор Михайлович
Віктор Михайлович Пономаренко (* 1 серпня 1949, Підгірне — † 25 червня 2007) — український хірург, учений у галузі соціальної медицини та організації охорони здоров'я, доктор медичних наук (з 1995 року), професор (з 1997 року).

## Життєпис
Народився 1 серпня 1949 року у селі Підгірному, Білгород-Дністровського району Одеська область у сім'ї службовців. У 1972 році закінчив Одеський медичний інститут за спеціальністю «лікувальна справа». Трудовий шлях розпочав у практичній охороні здоров'я хірургом дільничної лікарні Арцизького району Одеської області, а згодом центральної районної лікарні міста Арциза.
З 1977 року працював завідувачем хірургічного відділення Житомирської ЦРЛ, головним хірургом Житомирської області, а з 1987 року — завідувачем відділу охорони здоров'я Житомирського облвиконкому.
В 1991—1996 роки працював на посаді заступника міністра охорони здоров'я України. З 1996 року і до кінця життя — перший і незмінний Директор створеного ним Українського Інституту громадського здоров'я МОЗ України (у 2008 році перейменовано в Український інститут стратегічних досліджень МОЗ України).

Могила Віктора Пономаренка

Помер 25 червня 2007 року. Похований в Києві на Байковому кладовищі (ділянка № 33).

## Наукова і громадська  діяльність
Зробив вагомий внесок у вирішення питань наукового обґрунтування та визначення державної політики у сфері охорони здоров'я; стратегічних шляхів подальшого розвитку та реформування галузі, її нормативно-правового, фінансового і кадрового забезпечення у сучасних умовах, включаючи реструктуризацію галузі, пріоритетний розвиток первинної медико-санітарної допомоги на засадах сімейної медицини; розробку стандартів медичної допомоги та визначення гарантованого її рівня; розвиток інформатизації галузі; визначення факторів, які обумовлюють демографічну ситуацію і здоров'я населення, обґрунтування шляхів його покращання; моніторинг здоров'я різних груп населення, впровадження здорового способу життя. Протягом тривалого часу В. Пономаренко також завідував кафедрою загальної хірургії, а згодом кафедрою соціальної медицини та організації охорони здоров'я, медичної інформатизації та економіки охорони здоров'я Медичного Інституту Української асоціації народної медицини (у 2009 р. перейменовано в Київський медичний Університет Української асоціації народної медицини).
Особисті наукові здобутки вченого стали основою Концепції розвитку охорони здоров'я населення України, національної стратегії «Здоров'я для всіх у XXI ст.», Міжгалузевої комплексної програми «Здоров'я нації», проекту нової редакції Основ законодавства України про охорону здоров'я, Концепції розвитку сімейної медицини в Україні. Наукові розробки використані при формуванні Комплексних заходів щодо поліпшення медичного обслуговування сільського населення, Комплексних заходів щодо впровадження сімейної медицини в систему охорони здоров'я, методики моніторингу та рейтингової оцінки стану здоров'я населення.
Пономаренко В. М. є автором понад 400 наукових робіт, з яких 30 монографії, у тому числі виданих Всесвітньою організацією охорони здоров'я, 22 — методичні рекомендації. Науковий керівник 14 докторських і кандидатських дисертацій. Член національної ради з охорони здоров'я населення при Президенті України. Національний координатор міжнародних проектів «Здорові міста», «Європа без тютюну», «Міжвідомча державна політика у сфері охорони здоров'я», «Захист молоді 5-ти країн від тютюну», виконавець ряду інших міжнародних наукових проектів та програм. Президент Української асоціації «Комп'ютерна медицина» та представник України в Міжнародній асоціації медичної інформатики.
Професор Пономаренко В. М. — засновник та колишній головний редактор журналу «Вісник соціальної гігієни та організації охорони здоров'я України» та науково-практичного журналу «Україна. Здоров'я нації», голова редакційної ради журналу «Сучасна педіатрія», член редакційної колегії журналів «Здоровье женщины», «Охорона здоров'я», «Клиническая информатика и телемедицина» та ін., заступник Голови правління товариства соціальних гігієністів і організаторів охорони здоров'я України, член спеціалізованої ради при Українській академії державного управління при Президентові України із захисту дисертацій за спеціальністю «Державне управління», член спеціалізованих рад із захисту дисертацій за спеціальністю «Соціальна медицина» при Національному медичному університеті ім. О. О. Богомольця, Київській медичній академії післядипломної освіти ім. П. Л. Шупика.

## Відзнаки
Нагороджений орденом «Знак Пошани», Почесною Грамотою Президії Верховної Ради України, відзнакою Президента України — орденом «За заслуги» III ступеня.